# Стефанија (Грчка)
Стефанија (грч. Στεφάνια) је насељено место у општини Лагадина у периферији Средишња Македонија, Грчка. Према попису из 2021. године било је 43 становника.
Према бугарском географу и историчару, Василу Канчову, у Стефанији је 1900. године живело 750 Турака. Године 1924. турско становништво је принудно исељено у Турску а на њихово место су насељене грчке избеглице. На попису из 1928. године Стефалија је имала 238 становника. Село се раније звало Стафолија.